# Homo (rod)
Homo je rod koji obuhvaća suvremene ljude i njihove bliske srodnike. Procjenjuje se da je taj rod star oko 2,5 milijuna godina i da je nastao razvojem od predaka iz skupine Australopithecina i pojavom vrste Homo habilis. Pojava roda Homo podudara se s prvom pojavom kamenog oruđa (Oldowan), te stoga, po definiciji, i donjeg paleolitika.
Rod homo zajedno s rodovima Gorilla, Pan i Pongo pripada porodici Hominidae, i redu Primata

## Vrste
1. †Homo antecessor Bermudez de Castro 1997
2. †Homo cepranensis Mallegni et al., 2003
3. †Homo dubius Koenigswald, 1950
4. †Homo erectus Dubois, 1894
5. †Homo floresiensis Brown et al. 2004
6. †Homo gautengensis Curnoe, 2010
7. †Homo georgicus Gabounia et al. 2002
8. †Homo habilis Leakey et al. 1964
9. †Homo heidelbergensis Schoetensack 1908
10. †Homo helmei Dreyer 1935
11. †Homo kanamensis Leakey, 1935
12. †Homo luzonensis Détroit et al., 2019
13. †Homo microcranous Ferguson, 1995
14. †Homo naledi Berger et al. 2015
15. †Homo neanderthalensis King 1864
16. †Homo njarasensis Reck and Kohl-Larsen 1936
17. †Homo orientalis Zhang et al., 1987
18. †Homo platyops Leakey 2001
19. †Homo rhodesiensis Woodward 1921
20. †Homo rudolfensis Alexeev 1986
21. Homo sapiens Linnaeus 1758

## Galerija
- Lubanja Homo neanderthalensisa
- Pigmeji i Europljanin.
- Rodoslovno stablo Hominoida